# Universo espanso
L'espressione universo espanso (a volte chiamato anche universo esteso) si usa generalmente per definire l'«estensione» di un media franchise (cioè uno spettacolo televisivo, una serie di film, ecc.) attraverso altri media (di solito fumetti e romanzi originali). Tale operazione implica tipicamente la semplice creazione di nuove avventure per personaggi esistenti già sviluppati all'interno del franchise; tuttavia in alcuni casi sono sviluppati personaggi completamente nuovi ed una «mitologia» complessa. Non si tratta di un'operazione simile ad un adattamento, che è una rinarrazione della stessa storia, di solito su un diverso mezzo di comunicazione di massa. Quasi ogni media franchise che può vantare una base di ammiratori appassionati ha una qualche forma di universo espanso.

## Esempi
Due notevoli esempi di media franchises con un universo esteso sono Guerre stellari e Star Trek: entrambi hanno un'ampia gamma di romanzi originali, di fumetti, di videogiochi e di altri media che accrescono in modi diversi la mitologia di ciascun universo. In entrambi i casi sono stati sviluppati nuovi personaggi e situazioni che esistono solo nei media dell'universo espanso.

## Canonicità
Anche se vi sono alcune eccezioni, le opere dell'universo espanso non sono generalmente accettate come canone, o parte della linea narrativa «ufficiale», ma sono viste piuttosto come creazioni «apocrife». In alcuni (rari) casi, i personaggi creati per un universo espanso possono essere «adottati» dalle opere canoniche associate a quel franchise - un esempio essendo Guerre stellari.